# Фол Ривер (Масачусетс)
Фол Ривер (енгл. Fall River) град је у америчкој савезној држави Масачусетс. По попису становништва из 2010. у њему је живело 88.857 становника.

## Демографија
Према попису становништва из 2010. у граду је живело 88.857 становника, што је 3.081 (3,4%) становника мање него 2000. године.
|                   | 2010.           | 2000.           |
| Укупно            | 88 857 (100,0%) | 91 938 (100,0%) |
| Белци             | 74 107 (83,40%) | 82 274 (89,49%) |
| Хиспаноамериканци | 6 562 (7,385%)  | 3 040 (3,307%)  |
| Афроамериканци    | 3 466 (3,901%)  | 2 283 (2,483%)  |
| Остали            | 2 447 (2,754%)  | 2 354 (2,560%)  |
| Азијати           | 2 275 (2,560%)  | 1 987 (2,161%)  |